# Zuid-Korea op de Olympische Winterspelen 1998
Tijdens de Olympische Winterspelen van 1998, die in Nagano (Japan) werden gehouden, nam Zuid-Korea voor de dertiende keer deel.

## Medailleoverzicht
| Sport      | Olympiër                                            | Discipline           | Medaille |
| ---------- | --------------------------------------------------- | -------------------- | -------- |
| Shorttrack | Kim Dong-sung                                       | 1000 m (m)           | Goud     |
| Shorttrack | Chun Lee-kyung                                      | 1000 m (v)           | Goud     |
| Shorttrack | Chun Lee-kyung Won Hye-kyung An Sang-mi Kim Yoon-Mi | 3000 m aflossing (v) | Goud     |
| Shorttrack | Chae Ji-hoon Lee Jun-hwan Lee Ho-eung Kim Dong-sung | 5000 m aflossing (m) | Zilver   |
| Shorttrack | Chun Lee-kyung                                      | 500 m (v)            | Brons    |
| Shorttrack | Won Hye-kyung                                       | 1000 m (v)           | Brons    |

## Deelnemers en resultaten
(m) = mannen, (v) = vrouwen 

### Alpineskiën
| Olympiër       | Discipline       | Resultaat | Prestatie                        |
| -------------- | ---------------- | --------- | -------------------------------- |
| Byun Jong-moon | reuzenslalom (m) | dnf-1     | opgave run 1                     |
| Byun Jong-moon | slalom (m)       | dnf-1     | opgave run 1                     |
| Hur Seung-wook | reuzenslalom (m) | 33e       | 2.52,27 (+13,76) 1.27,87+1.24,40 |
| Hur Seung-wook | slalom (m)       | 23e       | 1.58,01 (+8,70) 59,94+58,07      |

### Biatlon
| Olympiër     | Discipline | Resultaat | Prestatie                                     |
| ------------ | ---------- | --------- | --------------------------------------------- |
| Jeon Jae-won | 10 km (m)  | 70e       | 35.09,5 (+7.53,3) pen.: 6 (4 + 2)             |
| Jeon Jae-won | 20 km (m)  | 71e       | 1:15.17,8 (+19.01,4) pen.: 13 (4 + 2 + 3 + 4) |

### Kunstrijden
| Olympiër     | Discipline | Resultaat | Prestatie                               |
| ------------ | ---------- | --------- | --------------------------------------- |
| Lee Kyu-hyun | mannen     | 24e       | 35,5 p. (korte kür: 23 - lange kür: 24) |

### Langlaufen
| Olympiër                                                      | Discipline                    | Resultaat | Prestatie                                            |
| ------------------------------------------------------------- | ----------------------------- | --------- | ---------------------------------------------------- |
| Ahn Jin-soo                                                   | 10 km klassiek (m)            | 74e       | 31.55,5 (+4.31,0)                                    |
| Ahn Jin-soo                                                   | 30 km klassiek (m)            | 63e       | 1:54.12,2 (+20.16,4)                                 |
| Ahn Jin-soo                                                   | achtervolging 10 km+15 km (m) | 66e       | +11.49,7 (10 km:31.55 + 15 km:46.56,4)               |
| Park Byeong-joo                                               | 10 km klassiek (m)            | 79e       | 32.46,1 (+5.21,6)                                    |
| Park Byeong-joo                                               | achtervolging 10 km+15 km (m) | 67e       | +12.18,1 (10 km:32.46 + 15 km:46.33,8)               |
| Park Byung-chul                                               | 10 km klassiek (m)            | 53e       | 30.42,1 (+3.17,6)                                    |
| Park Byung-chul                                               | 30 km klassiek (m)            | 55e       | 1:47.41,5 (+13.45,7)                                 |
| Park Byung-chul                                               | achtervolging 10 km+15 km (m) | dnf       | opgave 15 km (10 km:30.42 + 15 km:dnf)               |
| Shin Doo-sun                                                  | 50 km vrije stijl (m)         | 61e       | 2:33.27,3 (+28.19,1)                                 |
| Team Park Byung-chul Ahn Jin-soo Shin Doo-sun Park Byeong-joo | 4x10 km estafette (m)         | 20e       | 1:55.17,1 (+14.21,4) 29.05,0 29.53,9 28.15,2 28.03,0 |

### Rodelen
| Olympiër       | Discipline | Resultaat | Prestatie                                              |
| -------------- | ---------- | --------- | ------------------------------------------------------ |
| Lee Gi-ro      | mannen     | 29e       | 3.34,721 (+16,285) (54,299 / 52,875 / 53,472 / 54,075) |
| Kang Kwang-bae | mannen     | 31e       | 3.35,958 (+17,522) (53,492 / 53,829 / 53,685 / 54,952) |
| Lee Yong       | mannen     | 32e       | 3.40,407 (+21,971) (54,842 / 54,838 / 54,731 / 55,996) |

### Schaatsen
| Olympiër        | Discipline | Resultaat | Prestatie                   |
| --------------- | ---------- | --------- | --------------------------- |
| Chun Joo-hyun   | 1000 m (m) | 21e       | 1.12,55 (+1,91)             |
| Chun Joo-hyun   | 1500 m (m) | 15e       | 1.51,65 (+3,78)             |
| Choi Jae-bong   | 1500 m (m) | 12e       | 1.51,47 (+3,60)             |
| Choi Jae-bong   | 5000 m (m) | 29e       | 6.54,62 (+32,42)            |
| Jegal Sung-yeol | 500 m (m)  | 16e       | 1.12,97 (+1,62) 36,58+36,39 |
| Jegal Sung-yeol | 1000 m (m) | 30e       | 1.13,09 (+2,45)             |
| Jung Jin-euk    | 1500 m (m) | 39e       | 1.55,02 (+7,15)             |
| Kim Jin-soo     | 500 m (m)  | 34e       | 1.14,32 (+2,97) 37,19+37,13 |
| Kim Yun-man     | 500 m (m)  | 7e        | 1.12,36 (+1,01) 36,13+36,23 |
| Kim Yun-man     | 1000 m (m) | 20e       | 1.12,50 (+1,86)             |
| Lee Kyou-hyuk   | 500 m (m)  | 8e        | 1.12,55 (+1,20) 36,14+36,41 |
| Lee Kyou-hyuk   | 1000 m (m) | 13e       | 1.12,05 (+1,41)             |
|                 |            |           |                             |
| Bak Eun-bi      | 1500 m (v) | 25e       | 2.05,23 (+7,65)             |
| Bak Eun-bi      | 3000 m (v) | 23e       | 4.24,50 (+17,21)            |
| Chun Hee-joo    | 500 m (v)  | 29e       | 1.21,62 (+5,02) 40,67+40,95 |
| Chun Hee-joo    | 1000 m (v) | 30e       | 1.22,06 (+5,55)             |
| Choi Seung-yong | 500 m (v)  | 24e       | 1.20,79 (+4,19) 40,17+40,62 |
| Choi Seung-yong | 1000 m (v) | 24e       | 1.21,28 (+4,77)             |
| Kang Mi-young   | 500 m (v)  | 30e       | 1.22,25 (+5,65) 40,96+41,29 |
| Kang Mi-young   | 1000 m (v) | 38e       | 1.24,18 (+7,67)             |
| Kim Joo-hyun    | 500 m (v)  | 33e       | 1.22,79 (+6,19) 41,36+41,43 |
| Kim Joo-hyun    | 1000 m (v) | 35e       | 1.23,18 (+6,67)             |
| Lee Kyung-nam   | 1500 m (v) | 26e       | 2.05,59 (+8,01)             |
| Lee Kyung-nam   | 3000 m (v) | 20e       | 4.21,10 (+13,81)            |

### Schansspringen
| Olympiër                                                     | Discipline                     | Resultaat | Prestatie |
| ------------------------------------------------------------ | ------------------------------ | --------- | --- |
| Choi Heung-chul                                              | normale schans individueel (m) | 46e       | 77,5 punten 77,5 p. (73,0 m) + niet geplaatst voor tweede ronde                                                                                               |
| Choi Heung-chul                                              | grote schans individueel (m)   | 40e       | 89,1 punten 89,1 p. (107,0 m) + niet geplaatst voor tweede ronde                                                                                              |
| Choi Yong-jik                                                | normale schans individueel (m) | 53e       | 69,0 punten 69,0 p. (69,0 m) + niet geplaatst voor tweede ronde                                                                                               |
| Choi Yong-jik                                                | grote schans individueel (m)   | 53e       | 66,6 punten 66,6 p. (94,5 m) + niet geplaatst voor tweede ronde                                                                                               |
| Kim Heung-soo                                                | normale schans individueel (m) | 61e       | 59,5 punten 59,5 p. (64,5 m) + niet geplaatst voor tweede ronde                                                                                               |
| Kim Heung-soo                                                | grote schans individueel (m)   | 62e       | 9,9 punten 9,9 p. (70,5 m) + niet geplaatst voor tweede ronde                                                                                                 |
| Kim Hyun-ki                                                  | normale schans individueel (m) | 59e       | 61,5 punten 61,5 p. (65,5 m) + niet geplaatst voor tweede ronde                                                                                               |
| Kim Hyun-ki                                                  | grote schans individueel (m)   | 51e       | 72,9 punten 72,9 p. (98,0 m) + niet geplaatst voor tweede ronde                                                                                               |
| Team Kim Heung-soo Kim Hyun-ki Choi Yong-jik Choi Heung-chul | grote schans team (m)          | 13e       | 373,8 punten 55,1 p. (89,5 m) + 48,0 p. (85,0 m) 27,5 p. (75,0 m) + 49,2 p. (86,5 m) 39,3 p. (81,0 m) + 47,5 p. (85,0 m) 23,1 p. (74,5 m) + 84,1 p. (104,5 m) |

### Shorttrack
| Olympiër                                            | Discipline           | Resultaat | Prestatie                                                                         |
| --------------------------------------------------- | -------------------- | --------- | --------------------------------------------------------------------------------- |
| Chae Ji-hoon                                        | 500 m (m)            | 5e        | B-finale: 42,832, hf 1 (4e): 43,864, kf 2 (2e): 43,622, vr 6 (2e): 43,011         |
| Chae Ji-hoon                                        | 1000 m (m)           | 10e       | dnq, hf 1: diskwalificatie, kf 4 (2e): 1.34,902, vr 1 (1e): 1.35,240              |
| Kim Dong-sung                                       | 500 m (m)            | 8e        | B-finale: 43,090, hf 2 (3e): 43,096, kf 4 (2e): 43,810, vr 2 (2e): 43,653         |
| Kim Dong-sung                                       | 1000 m (m)           | Goud      | Finale: 1.32,375, hf 2 (1e): 1.32,036, kf 2 (2e): 1.32,423, vr 5 (2e): 1.33,039   |
| Lee Jun-hwan                                        | 500 m (m)            | 12e       | dnq, kf 1 (4e): 44,417, vr 5 (1e): 43,840                                         |
| Lee Jun-hwan                                        | 1000 m (m)           | 7e        | B-finale: 1.33,131, hf 2 (4e): 1.32,634, kf 1 (3e): 1.38,115, vr 4 (1e): 1.32,879 |
| Chae Ji-hoon Kim Dong-sung Lee Ho-eung Lee Jun-hwan | 5000 m aflossing (m) | Zilver    | Finale: 7.06,776, hf 2 (1e): 7.07,457                                             |
|                                                     |                      |           |                                                                                   |
| Choi Min-kyung                                      | 500 m (v)            | 4e        | B-finale: 46,504, hf 1 (3e): 46,000, kf 1 (1e): 46,033, vr 6 (2e): 46,126         |
| Chun Lee-kyung                                      | 500 m (v)            | Brons     | B-finale: 46,335, hf 2 (4e): 46,168, kf 4 (2e): 46,163, vr 2 (1e): 48,024         |
| Chun Lee-kyung                                      | 1000 m (v)           | Goud      | Finale: 1.42,776, hf 2 (2e): 1.34,789, kf 2 (1e): 1.38,068, vr 7 (1e): 1.39,107   |
| Kim Yoon-mi                                         | 500 m (v)            | 10e       | dnq, hf 2 (5e): 47,337, kf 3 (2e): 46,640, vr 4 (2e): 48,184                      |
| Kim Yoon-mi                                         | 1000 m (v)           | 6e        | B-finale: 1.37,777, hf 1 (4e): 1.38,420, kf 1 (2e): 1.32,097, vr 4 (1e): 1.39,042 |
| Won Hye-kyung                                       | 1000 m (v)           | Brons     | Finale: 1.43,361, hf 1 (1e): 1.35,606, kf 4 (1e): 1.36,210, vr 8 (1e): 1.44,005   |
| An Sang-mi Chun Lee-kyung Kim Yoon-mi Won Hye-kyung | 3000 m aflossing (v) | Goud      | Finale: 4.16,260, hf 2 (1e): 4.21,510                                             |

Amerikaanse Maagdeneilanden · Andorra · Argentinië · Armenië · Australië · Azerbeidzjan · België · Bermuda · Bosnië en Herzegovina · Brazilië · Bulgarije · Canada · Chili · China · Chinees Taipei · Cyprus · Denemarken · Duitsland · Estland · Finland · Frankrijk · Georgië · Griekenland · Groot-Brittannië · Hongarije · Ierland · IJsland · India · Iran · Israël · Italië · Jamaica · Japan · Joegoslavië · Kazachstan · Kenia · Kirgizië · Kroatië · Letland · Liechtenstein · Litouwen · Luxemburg · Macedonië · Moldavië · Monaco · Mongolië · Nederland · Nieuw-Zeeland · Noord-Korea · Noorwegen · Oekraïne · Oezbekistan · Oostenrijk · Polen · Portugal · Puerto Rico · Roemenië · Rusland · Slovenië · Slowakije · Spanje · Trinidad en Tobago · Tsjechië · Turkije · Uruguay · Venezuela · Verenigde Staten · Wit-Rusland · Zuid-Afrika · Zuid-Korea · Zweden · Zwitserland